# Франціска-Людовіка Тарло
Франціска-Людовіка Тарло (1633 — 17 серпня чи 26 серпня 1686) — княгиня часів Речі Посполитої.

## Життєпис
Походила з покатоличеного українського магнатського роду Вишневецьких. Старша дитина Костянтина-Криштофа Вишневецького. воєводи брацлавського, відйого шлюбу з Анною Ходоровською. Народилася близько 1677 року.
У 1688 році вийшла заміж за гощинського старосту Казимира Тарло (молодшого сина Яна Олександра Тарло, воєводи сандомирського). В якості посагу надала чоловікові місто Монастирище. Померла 1690 року (в один рік з чоловіком), можливо під час якоїсб епідемії.

## Діти
- Анна (д/н—1751), дружина Станіслава Тарло, кухмістра коронного
- Тереза (д/н—1725), дружина Сигізмунда Дзялинського